# Eutypella russodes
Eutypella russodes är en svampart som först beskrevs av Berk. & Broome, och fick sitt nu gällande namn av Augusto Napoleone Berlese 1902. Eutypella russodes ingår i släktet Eutypella och familjen Diatrypaceae.   Inga underarter finns listade i Catalogue of Life.